# Алёна Ивановна
Алёна Ивановна (Старуха-процентщица) — второстепенная героиня романа Достоевского «Преступление и наказание», убитая Родионом Раскольниковым. Местом её проживания является Дом старухи-процентщицы в Санкт-Петербурге, квартира на четвёртом этаже с окнами на запад.
Достоевский описывает Алёну Ивановну как «крошечную сухую старушонку, лет шестидесяти, с вострыми и злыми глазками, с маленьким вострым носом». Раскольников первый раз её видит «простоволосой», «белобрысой» и в меховой кацавейке. В романе описан её статус: «коллежская регистраторша и процентщица». С одной стороны она имеет славу богатой женщины, с другой — в её жилище очень аскетичная атмосфера с геранью, желтыми обоями и кисейными занавесками, а также диван, круглый стол, комод и грошовые картинки немецких барышень. Старуху отличала любовь к чистоте и хорошая память.
Сводной сестрой Алены Ивановны является Лизавета Ивановна — «робкая и смиренная девка» 35 лет.
Всё своё имущество Алёна Ивановна завещала в «один монастырь в Н-й губернии».

## Киновоплощения
- В фильме «Преступление и наказание» (1969) роль Алены Ивановны сыграла актриса Елизавета Евстратова.
- В сериале «Преступление и наказание» (2007) роль Алены Ивановны сыграла актриса Вера Карпова.